# Украинская баскетбольная высшая лига 1995/1996
5-й чемпионат Украины по баскетболу прошёл с октября 1995-го по апрель 1996-го года. Чемпионом Украины пятый раз в своей истории стал киевский Будивельник. В чемпионате Высшей лиги приняло участие 12 команд.

## Формат чемпионата Высшей лиги
Чемпионат Украины по баскетболу 1995/1996 проводился Федерацией баскетбола Украины. Согласно регламенту, соревнования должны были пройти в два или три этапа.
Первый этап — регулярный чемпионат, формат — два круга
Второй этап — разделение команд на две группы:
— команды, занявшие на первом этапе 1-6 место
— команды, занявшие на первом этапе 7-12 место
Третий этап (возможно) — плей-офф (полуфиналы, финал до трех побед). Матчи могли состоятся только при условии, если после второго этапа чемпионата разница в количестве побед между первой и второй командой, а также между третьей и четвёртой, будет составлять менее трех побед.
Регламент проведения матча по сравнению с сезоном 1994/1995 остался прежним: четыре четверти по 12 минут, максимально допустимое количество фолов — 6, в команде может быть задействовано два легионера.

## Ключевые переходы
| Игрок               | Откуда                  | Куда                     | Примечание |
| ------------------- | ----------------------- | ------------------------ | ---------- |
| Геннадий Защук      | СК Николаев             | Будивельник-Хорда        | Тренер     |
| Армандс Краулиньш   | Броцены                 | Шахтер                   | Тренер     |
| Александр Окунский  | Будивельник-Днипроинком | Шахтер                   |            |
| Андрей Бондаренко   | Броцены                 | Шахтер                   |            |
| Карлис Муйжниекс    | Броцены                 | Шахтер                   |            |
| Олег Ткач           | СК Николаев             | Шахтер                   |            |
| Игорь Мельник       | Броцены                 | Киев-Баскет              |            |
| Андрей Шаптала      | Сокол Вышеград          | Киев-Баскет              |            |
| Дмитрий Базелевский | ЦСК Меркурий            | Киев-Баскет              |            |
| Григорий Хижняк     | СК Николаев             | Будивельник-Хорда        |            |
| Геннадий Успенский  | Будивельник-Днипроинком | Гонвед                   |            |
| Виктор Грищенко     | Киев-Баскет             | СК Николаев              |            |
| Игорь Яценко        | Киев-Баскет             | БК Львовская Политехника |            |
| Александр Раевский  | Кировец (Харьков)       | СК Николаев              |            |
| Виталий Усенко      | БИПА-Мода               | Спартак (Москва)         |            |

## Составы команд

### Будивельник-Хорда
Александр Лохманчук, Игорь Харченко, Александр Чернов, Игорь Молчанов, Денис Журавлёв, Владимир Холопов, Леонид Яйло, Дмитрий Приходько, Григорий Хижняк, Алексей Полторацкий, Андрей Ромс, Андрей Костко
Тренер: Геннадий Защук

### Киев-Баскет (Киев)
Андрей Подковыров, Евгений Мурзин, Виктор Савченко, Игорь Ватажок, Олег Рубан, Владимир Шевченко, Сергей Половко, Вячеслав Евстратенко, Андрей Шаптала, Игорь Мельник, Дмитрий Базелевский, Дмитрий Снежко, Андрей Харчинский, Владимир Рыжов
Тренер: Андрей Подковыров

### Шахтер (Донецк)
Карлис Муйжниекс, Андрей Бондаренко, Александр Окунский, Сергей Антоненко, Андрей Ботичев, Сергей Завалин, Андрей Капинос, Олег Ткач, Александр Кравченко, Олег Черноситов, Сергей Цымбал, Владимир Гуртовой, Игорь Васильченко, Олег Погорелов, Майк Уильямс
Тренеры: Валерий Дроздов (октябрь-ноябрь), Армандс Краулиньш (с ноября)

### БИПА-Мода (Одесса)
Вадим Пудзырей, Александр Чаусов, Олег Михайлов, Андрей Другаченок, Олег Шпунт, Олег Юшкин, Геннадий Кузнецов, Михаил Мельников, Николай Бузляков, Александр Веренич, Герман Герасименко, Кейси Кроуфорд
Тренер: Олег Гойхман

### СК Николаев
Владимир Полях, Андрей Герасимов, Сергей Петренко, Андрей Бережинский, Леонид Срибный, Владислав Шлеев, Константин Фурман, Алексей Бесков, Виктор Грищенко, Максим Качко, Александр Раевский, Николай Здырка, Роман Смешной, Сергей Защук, Денис Чуркин.
Тренер: Валентин Берестнев

### ЦСК ВСУ (Киев)
Александр Кислицин, Виталий Черний, Игорь Бережной, Александр Низкошапка, Роман Вареник, Богдан Вареник, Дмитрий Брянцев, Сергей Цицора, Сергей Пржеорский, Владлен Пинчук, Владимир Рыжик, Павел Чухно, Александр Моторный, Марко Кремич
Тренер: Анатолий Николаев

### Нефтехим-Аваль (Белая Церковь)
Валерий Яйчун, Эдуард Арделян, Сергей Бейчук, Дмитрий Белкин, Константин Тарасенко, Сергей Петрученко, Сергей Швыдкий, Алексей Захарченко, Андрей Фирсов, Андрей Рязанов, Владимир Телегин, Дмитрий Рязанцев
Тренер: Юрий Дятловский

### Азовмаш (Мариуполь)
Вадим Щербаков, Виталий Лапин, Вячеслав Асеев, Сергей Якименко, Андриан Гавриков, Петр Подтыкан, Евгений Подорванный, Филипп Епифанцев, Алексей Янгичер, Сергей Ивчатов, Кирилл Концевой, Юрий Даниленко, Вадим Дудко, Игорь Савицкий, Сергей Зеневич
Тренер: Валентин Романец

### Лугань (Луганск)
Виктор Бирюков, Александр Безуглов, Леонид Жуков, Дмитрий Малоштан, Андрей Шалкиев, Марк Марков, Сергей Киященко, Вячеслав Глазов, Александр Хомченко, Владислав Пузанков, Игорь Евдокимов, Илья Евдоков, Владислав Базикалов, Александр Степаненко, Антон Ткачев, Алексей Федоров, Владислав Антощенко, Петр Самойленко
Тренер: Владимир Брюховецкий

### Ферро (Запорожье)
Кирилл Погостинский, Леонид Алейников, Александр Горстка, Валерий Петренко, Валерий Кормилицин. Руслан Бессонов, Вячеслав Польский, Вячеслав Матющенко, Кирилл Большаков, Павел Хивренко, Сергей Новак, Александр Пащенко, Владимир Тищенко, Тарас Артеменко
Тренер: Александр Широбоков

### Львовская Политехника (Львов)
Ярослав Зубрицкий, Виктор Заболотный, Олег Пелех, Игорь Яценко, Владимир Марковский, Игорь Сарана, Александр Чоков, Владимир Дружбляк, Олег Луферов, Андрей Бугаевский, Александр Тютюнник, Сергей Сидор, Дмитрий Роженко, Владимир Дорошенко, Сергей Соседко, Владимир Придатченко, Олег Пушкарев
Тренер: Анатолий Заверикин

### Металлург (Никополь)
Виктор Бондаренко, Георгий Ступенчук, Ян Селиванов, Андрей Петров, Александр Филин, Виталий Фирсов, Николай Ивахненко, Леонид Михайлов, Олег Крыжановский, Дмитрий Лукьянченко, Юрий Киричук, Виктор Осипов
Тренер: Гарри Петров

## Первый этап
| №  | Команда                          | В  | П  |
| -- | -------------------------------- | -- | -- |
| 1  | Будивельник-Хорда (Киев)         | 20 | 0  |
| 2  | Киев-Баскет (Киев)               | 17 | 3  |
| 3  | Шахтер (Донецк)                  | 15 | 5  |
| 4  | БИПА-Мода (Одесса)               | 15 | 5  |
| 5  | Лугань (Луганск)                 | 9  | 11 |
| 6  | Ферро (Запорожье)                | 8  | 12 |
| 7  | СК Николаев                      | 7  | 13 |
| 8  | БК Львовская Политехника (Львов) | 7  | 13 |
| 9  | Нефтехим-Аваль (Белая Церковь)   | 6  | 14 |
| 10 | ЦСК ВСУ (Киев)                   | 4  | 16 |
| 11 | Азовмаш (Мариуполь)              | 2  | 18 |

- Чемпион Первой лиги сезона 1994/95 Днепр (Днепропетровск) снялся с чемпионата перед стартом сезона и был заменен на Металлург (Никополь)
- Металлург (Никополь) снялся с чемпионата в первом круге соревнований.

## Второй этап

### Места 1-6
| № | Команда                  | В  | П  |
| - | ------------------------ | -- | -- |
| 1 | Будивельник-Хорда (Киев) | 28 | 2  |
| 2 | Шахтер (Донецк)          | 25 | 5  |
| 3 | Киев-Баскет (Киев)       | 23 | 7  |
| 4 | БИПА-Мода (Одесса)       | 19 | 11 |
| 5 | Лугань (Луганск)         | 11 | 19 |
| 6 | Ферро (Запорожье)        | 8  | 22 |

### Решающий матч чемпионата
Матч последнего тура второго этапа чемпионата определял, будет ли в Высшей лиге плей-офф. Победа над Киев-Баскетом давала Будивельнику возможность стать чемпионом без дополнительных матчей. Победа в этом поединке Киев-Баскета означала, что в чемпионате состоится плей-офф.
| 21.04.1996 |                                                                                          | Будивельник-Хорда (Киев) | 93:79                                                        | Киев-Баскет (Киев) | Киев, СК КПИ Зрителей: 1000 |
| 21.04.1996 | 27:26, 22:17, 26:21, 18:15                                                               |                          |                                                              |                    | Киев, СК КПИ Зрителей: 1000 |
| 21.04.1996 | Игорь Молчанов (18), Игорь Харченко (15), Александр Лохманчук (13), Григорий Хижняк (13) | Очки                     | Игорь Ватажок (22), Евгений Мурзин (21), Сергей Половко (13) |                    | Киев, СК КПИ Зрителей: 1000 |

После игры баскетболисты и тренеры Будивельника получили золотые, а представители Киев-Баскета — бронзовые медали.

### Места 7-11
| №  | Команда                          | В  | П  |
| -- | -------------------------------- | -- | -- |
| 7  | СК Николаев                      | 13 | 15 |
| 8  | Нефтехим-Аваль (Белая Церковь)   | 11 | 17 |
| 9  | БК Львовская Политехника (Львов) | 11 | 17 |
| 10 | ЦСК ВСУ (Киев)                   | 8  | 20 |
| 11 | Азовмаш (Мариуполь)              | 3  | 25 |

- Будивельник (Киев) в пятый раз стал чемпионом Украины. По ходу чемпионата команда Геннадия Защука проиграла лишь дважды, и оба раза — донецкому Шахтеру.
- Шахтер (Донецк) первый и последний раз в своей истории завоевал серебро чемпионата Украины.
- Киев-Баскет (Киев) впервые стал бронзовым призёром чемпионата Украины.
- ЦСК ЗСУ (Киев) и Азовмаш (Мариуполь) должны были сыграть стыковые серии со второй и третьей командами Первой лиги за право остаться на следующий сезон в Высшей лиге.

### Номинации
- MVP сезона — Александр Окунский (Шахтер)

Символическая сборная чемпионата (по версии газеты «Команда»):
- Дмитрий Приходько (Будивельник)
- Евгений Мурзин (Киев-Баскет)
- Александр Лохманчук (Будивельник)
- Андрей Бондаренко (Шахтер)
- Александр Окунский (Шахтер)

Сборная-разочарование:
- Вадим Пудзырей (БИПА-Мода)
- Карлис Муйжниекс (Шахтер)
- Олег Рубан (Киев-Баскет)
- Игорь Мельник (Шахтер)
- Григорий Хижняк (Будивельник)

Другие номинации:
- Лучший тренер сезона — Армандс Краулиньш (Шахтер)
- Открытие сезона — Кирилл Погостинский (Ферро)
- Надежда сезона — Петр Самойленко (Лугань)

## Лидеры Высшей лиги

### Очки в среднем за игру
1. Виктор Бирюков (Лугань) — 23,9
2. Алексей Янгичер (Азовмаш) — 22,2
3. Александр Окунский (Шахтер) — 22,1
4. Сергей Ивчатов (Азовмаш) — 20,7
5. Евгений Мурзин (Киев-Баскет) — 20,7
6. Константин Тарасенко (Нефтехим-Аваль) — 18,7
7. Виктор Заболотный (Политехника) — 18,7
8. Леонид Яйло (Будивельник) — 18,6
9. Виктор Грищенко (СК Николаев) — 16,8
10. Александр Чаусов (БИПА-Мода) — 15,8

Рекорд результативности за игру — Сергей Ивчатов (Азовмаш) — 53 очка

### Подборы в среднем за игру
1. Андрей Бондаренко (Шахтер) — 10,7
2. Александр Окунский (Шахтер) — 10,7
3. Кейси Кроуфорд (БИПА-Мода) — 9,2
4. Виктор Заболотный (Политехника) — 7,6
5. Александр Лохманчук (Будивельник) — 7,5
6. Константин Тарасенко (Нефтехим-Аваль) — 7,1
7. Сергей Половко (Киев-Баскет) — 6,9
8. Владимир Тищенко (Ферро) — 6,8
9. Виктор Савченко (Киев-Баскет) — 6,7
10. Олег Михайлов (БИПА-Мода) — 6,5

### Передачи в среднем за игру
1. Сергей Завалин (Шахтер) — 5,2
2. Александр Раевский (СК Николаев) — 5,0
3. Валерий Яйчун (Нефтехим) — 5,0
4. Сергей Ивчатов (Азовмаш) — 4,4
5. Николай Бузляков (БИПА-Мода) — 4,1
6. Вадим Щербаков (Азовмаш) — 3,9
7. Виктор Грищенко (СК Николаев) — 3,4
8. Александр Безуглов (Лугань) — 3,4
9. Владимир Полях (СК Николаев) — 3,4
10. Олег Ткач (Шахтер) — 3,3

### Блок-шоты в среднем за игру
1. Виктор Савченко (Киев-Баскет) — 1,7
2. Григорий Хижняк (Будивельник) — 1,1
3. Андрей Бондаренко (Шахтер) — 1,1

### Перехваты в среднем за игру
1. Дмитрий Приходько (Будивельник) — 2,6
2. Игорь Харченко (Будивельник) — 2,4
3. Олег Ткач (Шахтер) — 2,4
4. Николай Бузляков (БИПА-Мода) — 2,2
5. Алексей Янгичер (Азовмаш) — 2,2
6. Кирилл Большаков (Ферро) — 2,0
7. Владимир Холопов (Будивельник) — 2,0
8. Александр Лохманчук (Будивельник) — 2,0
9. Александр Чернов (Будивельник) — 1,8
10. Дмитрий Базелевский (Киев-Баскет) — 1,8

## Кубок Украины
Федерация баскетбола Украины во второй раз провела розыгрыш Кубка Украины. Матчи состоялись в мае после окончания чемпионата Украины. Турнир, прошедший в зале киевского НТУ КПИ, ажиотажа не вызвал — на полуфиналах присутствовало 200—300 зрителей, а во время финала — 500.

### Полуфиналы
|                                                            |      | Будивельник-Хорда (Киев)                                         | 119:96 | Киев-Баскет (Киев) | Киев, СК КПИ Зрителей: 300 |
| 23:29, 23:18, 34:24, 39:25                                 |      |                                                                  |        |                    | Киев, СК КПИ Зрителей: 300 |
| Игорь Молчанов (30), Леонид Яйло (29), Игорь Харченко (12) | Очки | Евгений Мурзин (23), Андрей Шаптала (18), Андрей Харчинский (11) |        |                    | Киев, СК КПИ Зрителей: 300 |

|                                                            |      | Шахтер (Донецк)                                                                     | 117:86 | БИПА-Мода (Одесса) | Киев, СК КПИ Зрителей: 200 |
| 26:26, 16:9, 45:30, 30:21                                  |      |                                                                                     |        |                    | Киев, СК КПИ Зрителей: 200 |
| Андрей Ботичев (21), Сергей Погорелов (21), Олег Ткач (17) | Очки | Михаил Мельников (28), Евгений Вохмин (11), Олег Юшкин (10), Андрей Другаченок (10) |        |                    | Киев, СК КПИ Зрителей: 200 |

### Финал
|                                                                                          |      | Будивельник-Хорда (Киев)                                          | 111:92 | Шахтер (Донецк) | Киев, СК КПИ Зрителей: 500 |
| 31:24, 29:24, 18:22, 34:22                                                               |      |                                                                   |        |                 | Киев, СК КПИ Зрителей: 500 |
| Александр Лохманчук (27), Леонид Яйло (23), Дмитрий Приходько (12), Григорий Хижняк (12) | Очки | Сергей Завалин (18), Андрей Ботичев (16), Александр Окунский (13) |        |                 | Киев, СК КПИ Зрителей: 500 |

- Финальный матч отметился потасовкой, которую спровоцировал центровой Шахтера Андрей Ботичев. В одном из эпизодов игрок умышленно ударил арбитра матча Сергея Чебышева, за что был дисквалифицирован.

## Первая лига

### Места 1-6
| № | Команда                              | В  | П  |
| - | ------------------------------------ | -- | -- |
| 1 | Динамо-Континенталь (Днепропетровск) | 31 | 9  |
| 2 | Универбаскет (Харьков)               | 23 | 17 |
| 3 | Академия-КТУ (Кривой Рог)            | 22 | 18 |
| 4 | БК Пульсар (Ровно)                   | 21 | 19 |
| 5 | Сталь (Алчевск)                      | 20 | 20 |
| 6 | Политехник-ХОУФК (Харьков)           | 19 | 21 |

### Места 7-9
| № | Команда                 |
| - | ----------------------- |
| 7 | Нефтехим (Кременчуг)    |
| 8 | Политехник-Сплит (Киев) |
| 9 | Кировец (Харьков)       |

- Металлург (Никополь) начал сезон в Первой лиге, но на старте сезона был отправлен в Высшую лигу на замену снявшегося с соревнований БК Днепр (Днепропетровск)
- БК Алмаз (Винница) и Динамо (Днепропетровск) снялись с чемпионата Первой лиги после первого круга соревнований
- БК Динамо-Континенталь (Днепропетровск) стал чемпионом Первой лиги и получил право играть в сезоне 1996/1997 в Высшей лиге
- Универбаскет и Академия-КТУ получили право сыграть стыковые матчи за право играть в Высшей лиге

### Стыковые матчи за право играть в Высшей лиге
| Команда 1           | Счет | Команда 2                 |
| ------------------- | ---- | ------------------------- |
| ЦСК ВСУ (Киев)      | 3-1  | Академия-КТУ (Кривой Рог) |
| Азовмаш (Мариуполь) | 3-0  | Универбаскет (Харьков)    |

## Вторая лига
| №  | Команда                   | В  | П  |
| -- | ------------------------- | -- | -- |
| 1  | СКИФ-Денди (Киев)         | 29 | 1  |
| 2  | Славутич (Днепропетровск) | 24 | 6  |
| 3  | БИПА-Мода-2 (Одесса)      | 23 | 7  |
| 4  | Кременец (Изюм)           | 20 | 10 |
| 5  | СДСМП (Киев)              | 19 | 11 |
| 6  | Чемпион/ФРВО (Харьков)    | 18 | 12 |
| 7  | КрАЗ-Нафт (Кременчуг)     | 17 | 13 |
| 8  | Кальмиус (Донецк)         | 16 | 14 |
| 9  | Азовмаш-2 (Мариуполь)     | 16 | 14 |
| 10 | Пединститут (Полтава)     | 16 | 14 |
| 11 | Грифоны (Симферополь)     | 14 | 16 |
| 12 | Астория (Дружковка)       | 11 | 19 |
| 13 | Ферро-2 (Запорожье)       | 8  | 22 |
| 14 | СК Николаев-2             | 5  | 25 |
| 15 | БК Белая Церковь          | 1  | 29 |
| 16 | Динамо-2 (Днепропетровск) | 5  | 25 |

- БК Белая Церковь оштрафован на 8 очков за использование в матчах незаявленных игроков
- БК Динамо-2 оштрафован на 16 очков за использование в матчах незаявленных игроков